# Cucina croata

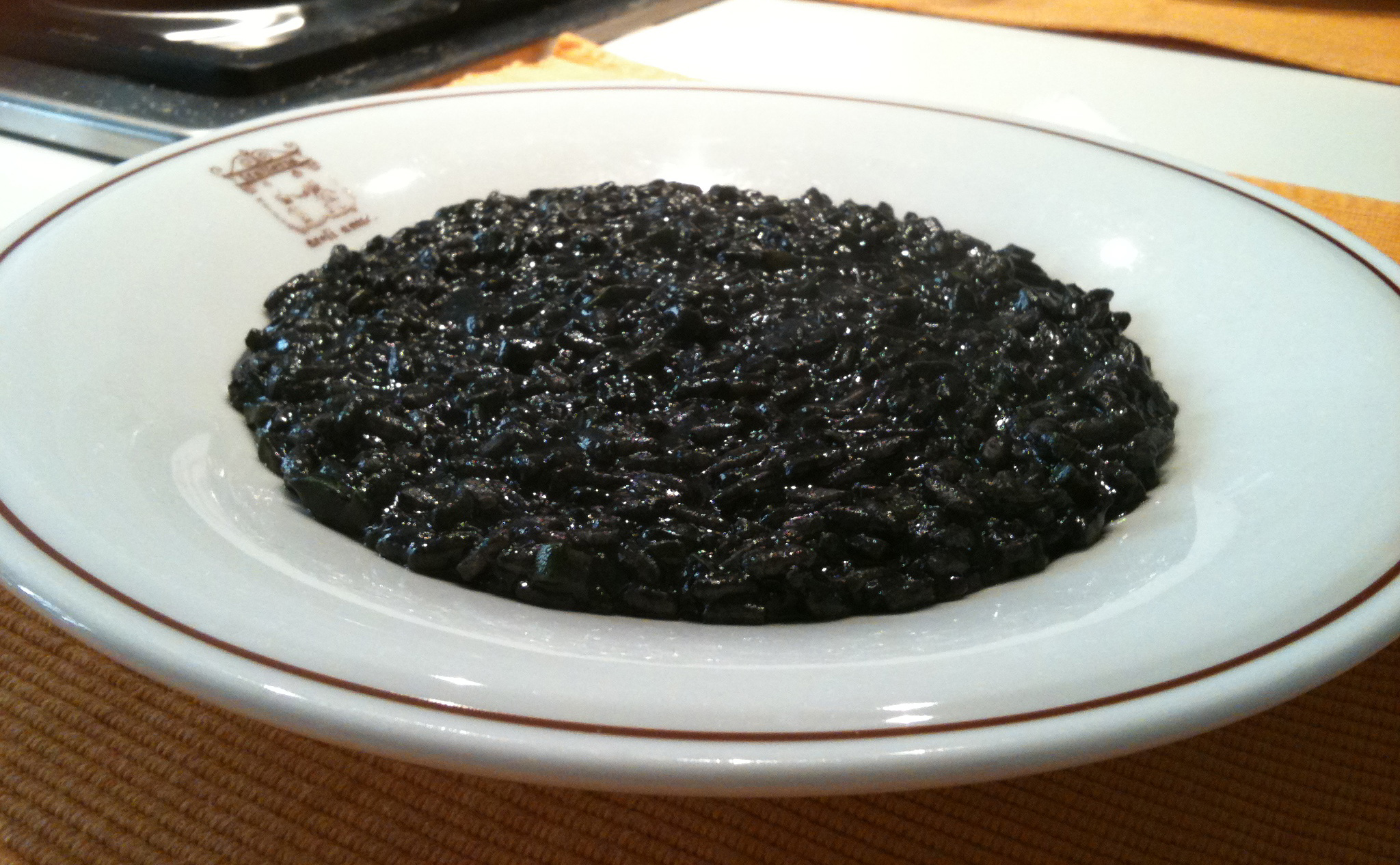
crni rižot, risotto al nero di seppia

La cucina croata è l'espressione dell'arte culinaria sviluppata in Croazia.
È caratterizzata per essere molto variopinta ed è proprio per questo conosciuta di più sotto le sue denominazioni regionali. Le sue radici le ha già nel periodo preslavo ed antico. La differenza nella scelta degli ingredienti e della preparazione di essi viene accentuata soprattutto se si paragona la parte continentale con quella marittima. Per la cucina continentale, le basi sono state gettate dalla cucina preslava e dai contatti, molto più recenti, con cucine più conosciute e rinomate (quella ungherese e viennese). Le regioni della costa sono caratterizzate dagli influssi dei Greci, Romani, Illiri; poi dei Veneziani e più tardi anche dalla cucina italiana.

## Piatti tipici

### Antipasti
Un antipasto molto comune che viene consumato soprattutto in estate è la salata od hobotnice, un'insalata di polpo con patate, cipolline e capperi

### Primi piatti
I primi piatti sono soprattutto risotti (rižot). I più famosi sono:
- Lo crni rižot, il risotto al nero di seppia[3],
- il rižot sa škampima, il risotto ai gamberetti.

Alcuni risotti hanno avuto una influenza italiana.
Molto diffusi, soprattutto in Istria, anche i piatti di pasta (in particolare, "fuži") al tartufo.

### Secondi piatti
Alcuni tra i più famosi secondi piatti sono essenzialmente a base di pesce, appena pescato e cotto, e frutti di mare, come le vongole (mušule), gli scampi (škampi), le ostriche (kamenice) e i mitili (dagnje) serviti con contorno di bietola (blitva) o patate (krumpir). Un piatto tipico abbastanza famoso è il Riblji paprikaš.
Molto diffusa la preparazione alla brace di carne e pesce, soprattutto nelle regioni costiere.
Di ispirazione mitteleuropea, invece, sono le ljublianske e le cotolette.
I piatti serviti in Croazia comprendono, generalmente, una portata principale e vari contorni di verdure (bietole, patate, ecc.) o di riso e verdure (djuvedi).

### Dolci
I dolci sono pochi, e il più comune è la palačinke (simili alle crepes), serviti con nocciole, marmellata o cioccolato. Nei dintorni di Ragusa si può assaporare la rožata, simile alla crème brûlée, mentre sull'isola di Lissa il dolce tipico è la pogača, una focaccia sottile farcita. Altro pane dolce è la lumblija, con noci, mandorle, uvetta, spezie e sciroppo varenik.

### Bevande

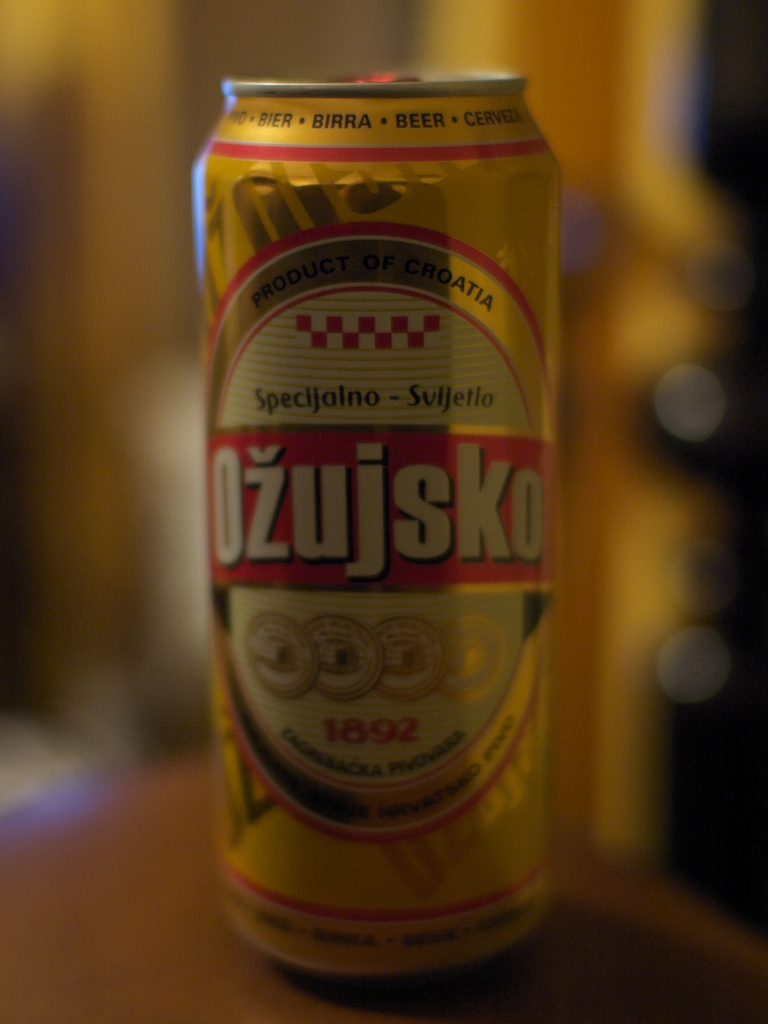
La birra Ožujsko

Il liquore croato più famoso, originario della Dalmazia, è il maraschino, un distillato ottenuto dalle marasche (una varietà di amarene tipiche dalmate). Un vino della Croazia piuttosto conosciuto è il Plavac Mali, anch'esso dalmata e il Prošek. le due birre più famose sono la Karlovačko (di Karlovac) e la Ožujsko (di Zagabria).